# Didier Gautier
Didier Gautier, född 27 februari 1792 i Chaumont i Haute-Marne i Frankrike, död 13 juni 1872 i Gävle i Sverige, var en fransk cirkusdirektör i Skandinavien som turnerade med cirkusar i Europa.

## Biografi
Gautier föddes i Chaumont, där föräldrarna Jean Baptiste Gautier och Ros Louise Lefèvre tillfälligt uppehöll sig på genomresa. Året efter måste hans föräldrar lämna Frankrike på grund av osäkra förhållanden under den franska revolutionen. Familjen fick asyl i Preussen, där de reste runt och förevisade ett menageri.
Menageriet utvecklade sig till ett cirkusföretag och där blev Didier Gautier utbildad i lindans, akrobatik och ridning, och han var en av de artister, som medvekade i föreställningarna, under den långa resan genom Ryssland, Finland, Sverige och Danmark  och tillbaka till Tyskland. Hans två unga bröder Joseph och Jean Léonard stod också med på affischer från denna turné.
Vid 18 års ålder bröt Didier Gautier upp från det familjesällskapet och anslöt sig till en akrobattrupp under ledning av Paul Friedrich Grunert från Sachsen och där gifte han sig med Grunert's dotter Johanna "Nanette" Grunert under julen 1811 i den lutherska kyrkan i kurstaden Bad Pyrmont. Gautier reste därefter några år med Grunerts trupp och uppträdde i Europa, bland annat i Tyskland, baltländerna och i Österrike och fick snart en ledande ställning i företaget. 
Didier fortsatte efter svärfaderns död i mitten av 1820-talet sina resor i Tyskland men strävade efter att komma till Sverige, där han hade uppehållit sig 1804-1806 i förbindelse med familjens förevisning av Sveriges första elefant. Så småningom lyckades han få svenska kungens tillstånd till att resa till Sverige som ryttare hos Louis Fouraux och satte där upp sin egen show på den av honom uppbyggda Djurgårdscirkus i Stockholm 1832 med namnet Didier Gautiers menagerie, vilken han senare sålde till Adèle Houcke. 
Sverige skulle bli hans fasta bas fram till hans död 1872. Han fick också svenskt medborgarskap 1837.[källa behövs]
Under 1830-talet och 1840-talet och fram till 1845 turnerade Didier Gautier med sin cirkus i Sverige, Danmark och Norge förutom en tur österut till Ryssland och Tyskland, och 1845 inledde Didier Gautier en 10-åring turné i Tyskland, Holland, Belgien och Frankrike. 1864-1865 är det känt att han turnerade i Sverige under namnet "Circus National". 1866 flyttades verksamheten till Danmark, från 1867 under det nya namnet "Cirque du Nord". Denna cirkus avstannade 1869 efter en sista föreställning i Snøde på Langeland, och cirkusen såldes till Adolph Léonard Villième Houcke och hans bröder. 

## Familj
Didier Gautier var gift med Johanna "Nanette" Katharina Wilhelmine Grunert (1784-1869), dotter till Paul Friedrich Grunert från Sachsen.
Deras dotter, Margaretha Nini Maria Antoinette Gautier, var gift med Julius Constant Steckel (1818-1889). Dottern Caroline Alexandrine Augusta Steckel (1841-1895), var gift med senare cirkusdirektören Adolph Léonard Villième Houcke och blev stammoder för cirkusdynastin Houcke.